# Denis Leloup
 (août 2020).
Si vous disposez d'ouvrages ou d'articles de référence ou si vous connaissez des sites web de qualité traitant du thème abordé ici, merci de compléter l'article en donnant les références utiles à sa vérifiabilité et en les liant à la section « Notes et références ».
Pour les articles homonymes, voir Leloup.
Denis Leloup, tromboniste compositeur, né le 8 avril 1962 à Paris. Denis Leloup est un jazzman avec une influence à la musique classique due à sa formation.
Il est le frère jumeau de Philippe Leloup, jazzman et clarinettiste dans l'Orchestre de la Police nationale.

## Biographie
Après des études au Conservatoire national supérieur de musique de Paris, il obtient un premier prix en 1980.
Il joue et a joué dans de nombreux orchestres parisiens : Michel Legrand, Jean-Loup Longnon, Denis Badault, Laurent Cugny, Gérard Badini, Patrice Caratini (Caratini Jazz Ensemble), Martial Solal, le Pandemonium de François Jeanneau, Antoine Hervé, Quoi de neuf docteur ?…
Il a collaboré avec Magma entre 1983 et 1986, notamment sur l'album Merci.  
Il a fait partie de l'Orchestre national de jazz en 1986 sous la direction de François Jeanneau, puis de 1987 à 1988 avec Antoine Hervé.
Il a joué dans le quintette de cuivres Blocs-Notes pour lequel il a écrit une partie de la musique. Il a participé à de multiples petites formations : S.O.S. quintet, Francis Lockwood quartet, Jean-Louis Chautemps quartet, Zool Fleischer quintet, Agora (Jean-Marc Jafet), Daniel Humair Réunion, Hervé Sellin sextet.
Michel Petrucciani fait appel à lui au sein de son sextet (Stefano Di Battista, Flavio Boltro, Anthony Jackson, Steve Gadd) pour la tournée 1997-98.
Il a aussi accompagné Dee Dee Bridgewater.
On a pu l'entendre aux côtés de Bill Watrous, Shelly Manne, Dizzy Gillespie, Woody Shaw, Walter Bishop, Kenny Wheeler, André Ceccarelli, Alain Jean-Marie, Ricardo Del Fra, Andy Emler, Philippe Macé, Michel Petrucciani, Michel Legrand…
Il participe à trois reprises au concert de l'union Européenne des Radios.
2002, il forme un duo avec Zool Fleischer, avec lequel il enregistre l'album ZOOLOOP.

## Discographie
- 2003 Zooloup[1] avec Zool Fleischer (coup de cœur de l’académie Charles Cros)
- 2008 A Trois Temps quartet avec François Thuillier, David Venitucci, Sébastien Quezada

### AvecJean-Jacques Goldman
- 2001 : Chansons pour les pieds

### AvecPierre de Bethmann
- 2014 : Sisyphe (Plus Loin Music)
- 2016 : Exo (Aléa)

### Autres
- 1983 Musicien de studio sur l'album Merci de Magma
- Jazz For You - 2 Times 5[2] avec Quintette de René Courdacher, Sysmo Records[3] en 2010